# Godall
Godall è un comune spagnolo di 713 abitanti situato nella comunità autonoma della Catalogna, e fa parte dell'associazione di municipalità libere della Taula del Sénia. Deve il suo nome alla Serra de Godall, una catena montuosa calcarea moderatamente alta e liscia che sovrasta la cittadina. Stando alle leggende locali, Godall ebbe origine dagli abitanti che, prima di fondarla, abbandonarono il villaggio di Merades, situato nel termine municipale di Godall e andato distrutto. L'attività economica principale del villaggio è l'agricoltura, in particolare la coltivazione di olive, carrubo e mandorli. Al suo apice demografico, nella prima metà del XX secolo, aveva almeno 1 700 abitanti, ma dopo tale periodo perse oltre la metà della sua popolazione; nel 2009, il censo demografico raggiungeva gli 841 abitanti.